# Most přes Šmejkalku
Most přes Šmejkalku je železobetonový obloukový dálniční most na dálnici D1 v okrese Praha-východ u Hrusic a Turkovic, vedoucí přes údolí Šmejkalky (Hrusického potoka). Je nejstarším dálničním mostem v České republice. Na konci první republiky se objevil na prvních schématech československé dálniční sítě. Projekt byl vytvořen v roce 1939 s předpokladem dostavby v roce 1942. Nedostatkem materiálu během druhé světové války se výstavba nejdříve opozdila a následně úplně zastavila. Staveniště se za války stalo prostředím protinacistického odboje, na jehož konci byla poprava spoluautora projektu a vedoucího stavebního dozoru. Most byl po skončení války dokončen v roce 1949, kdy však byla výstavba dálnic opětovně zastavena. Romantická atmosféra osamělého mostu je nasnímána v televizním filmu Romeo a Julie na konci listopadu z roku 1971. Zprovozněn byl až v roce 1977, kdy byl uveden do provozu úsek dálnice D1 z Mirošovic do Hořic.

## Historie
Vlivem rozvoje schopností silniční dopravy vznikly ve 30. letech návrhy na budování páteřních silničních tahů napříč Československem. Mezi prvními se objevily trasy Plzeň – Košice a Cheb – Chust. Ztráta území po Mnichovské dohodě tyto projekty okamžitě zlikvidovala a v okleštěném státě nabyla na významu trasa z Prahy do Brna spolu s obchvatem Prahy. Spolu s návrhy tras se na podzim 1938 místo slov dálková silnice objevilo poprvé slovo dálnice, a to na návrh ředitele Velitelství stavby dálkových silnic, brigádního generála Václava Noska.
V lednu 1939 vláda schválila návrh trasy dálnice Praha – Jihlava – Brno – slovenská hranice, a kromě jiných oblastí byly zahájeny přípravné práce i v Posázaví. Zde stálo v cestě údolí Šmejkalky, Sázavy, Sedlického potoka a Želivky. V těchto místech vznikly staveniště mostů, jejichž výstavbu v polovině války přerušil nedostatek stavebního materiálu. Do lidové mluvy proniknuly jako Hitlerovy mosty. Most přes Želivku skončil jako most okresní silnice, most přes Sedlický potok byl zatopen v údolní nádrži Želivka, na březích Sázavy vznikly za války pouze výkopy a most u Hvězdonic byl dokončen až v roce 1977. Most přes Šmejkalku se tak stal nejstarším dálničním mostem v Česku.

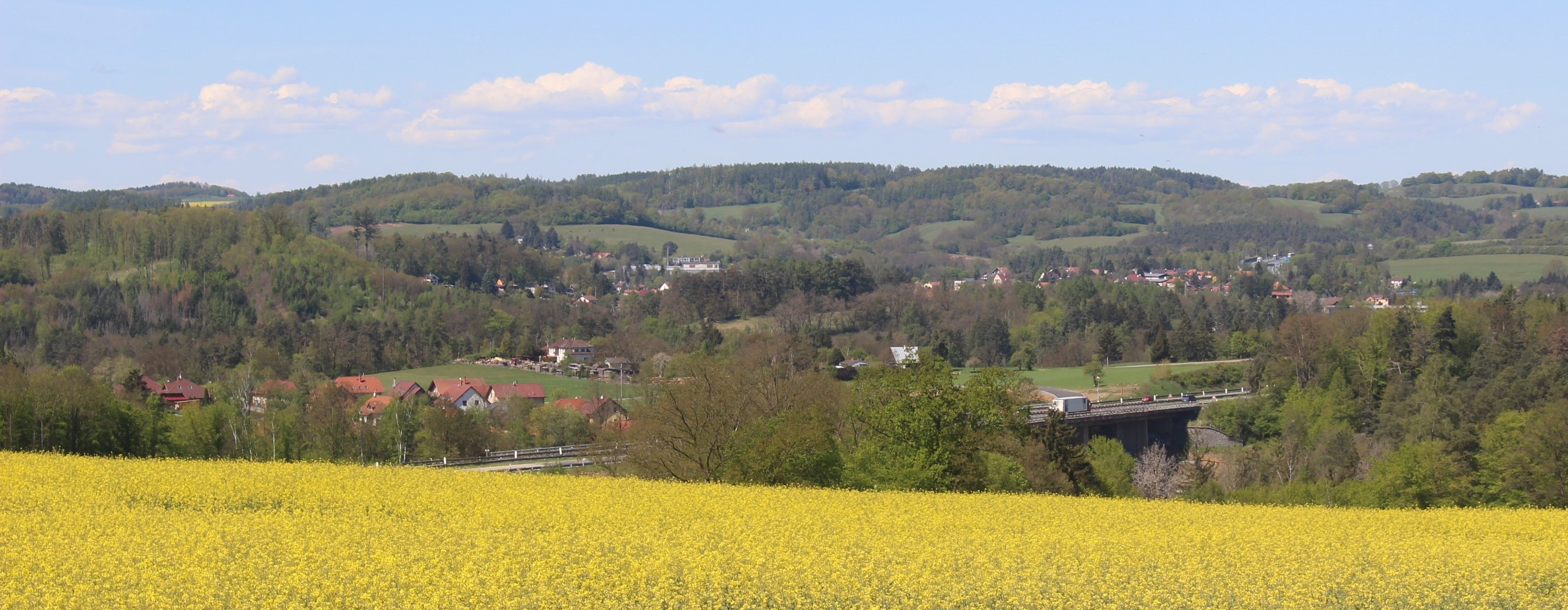
Most přes údolí Šmejkalky – pohled od Lensedel k Senohrabům

### Projekt
Hrubý projekt vznikl pod vedením mostního odboru Generálního ředitelství stavby dálnic v zimě 1939 a jeho autory byli Ing. František Schumandl, Ing. Miloslav Klement a Ing. Jan Bělohoubek. Detailní projekt vypracovala firma Ing. Václav Hlaváček na základě výběrového řízení z května 1939. Předlohou projektu byl dvojitý jednoobloukový Teufelstalbrücke, postavený v letech 1936–1938 v Durynsku. Oproti německému vzoru však byl při podobném tvaru o málo menší a výrazně jemnější (poměr tloušťky klenby na vrcholu vůči rozpětí 1/185 u českého mostu ku 1/106 u německého) a vzhledem k nesymetrickému systému pilířů i zajímavější. Celková délka mostu byla plánována 240,75 m a rozpětí hlavního oblouku 120 m. Nosnou konstrukci tvořilo 9 polí o rozpětí 5,75 m, 15,5 m, 2 × 17,6 m, 120 m, 3 × 17,6 m a 6,6 m. Tloušťka oblouku byla plánována ve vrcholu na 650 mm a v patkách na 1 570 mm, šířka oblouku ve vrcholu 7,7 m a v patkách 9,5 m. Veřejná soutěž na výstavbu byla uzavřena v srpnu 1939 a 19. září byla zadávací dokumentace předána vítězné firmě Dr. Ing. Karla Skorkovského. V říjnu 1939 začalo budování staveniště křehké stavby s velice krátkým termínem dokončení k roku 1942. 

### Stavba

#### Válečné období
Jako první bylo vytvořeno lešení pod obloukem ve směru z Prahy. Bylo počítáno s pozdějším přesunem skruže pod druhý oblouk vcelku. Od začátku stavby docházelo k potížím se zásobováním materiálem. Pro dopravu cementu z nádraží v Senohrabech byl určen jediný automobil, a to ještě za nedostatku pohonných hmot. Ocel ze Slovenska nevyhovovala požadavkům žádané třídy C37 a návrhům na zmírnění požadavků na pevnost oceli nebylo vyhověno. Navíc byl původní projekt přezkoumán dobovou metodou nepřímé experimentální statiky pod vedením Ing. Dr. Jana Blažka, pro níž byl k původnímu dřevěnému modelu vytvořen ještě model celuloidový. K novému přezkoumání se vyjádřil i prof. Stanislav Bechyně a nedostatek cementu ještě umocnily požadavky na jeho vyšší spotřebu. Tloušťka oblouku byla zvýšena z 650 na 1200 mm (obvyklá setina délky) a u paty z 1570 na 1840 mm. Zvýšená hmotnost si vyžádala i zesílení skruže na parametry, které neumožňovaly její přesunutí vcelku a vznikly tak ještě požadavky na čas pro její rozebrání a opětnou konstrukci. Betonování prvního oblouku proběhlo až v létě 1941. V dubnu 1942 byla zastavena stavba dálnice, ale mostu přes Šmejkalku byla udělena výjimka. Na podzim 1942 byla vystavěna druhá skruž, připravena armatura a mohlo začít ukládání betonu do druhého oblouku. V této době však přišel příkaz k ukončení stavby i na mostě přes Šmejkalku.

#### Stavba a protinacistický odboj
Staveniště významného díla bylo příležitostí k běžné hospodářské kriminalitě, ale i k sabotážním akcím; pohyb pracovních sil umožňoval přebývání hledaných osob. Stavba se tak zákonitě dostala do pozornosti gestapa. Do řad dělníků byl nasazen i donašeč, kterého se sice podařilo zlikvidovat, následovala však přímá protiakce. 31. října 1941 byl spolu se stavitelem Villym Formáčkem popraven i vedoucí stavebního dozoru mostní části dálnice Ing. Emanuel Hellmayer. Tvůrci I. stanného práva tak dali českému obyvatelstvu najevo, že mezi sledované oblasti patří kromě zásobování potravinami či roznášení letáků také stavebnictví. Spoluautor prvního obecného projektu mostu Ing. František Schumandl byl zatčen na podzim 1943 a krátce nato v Drážďanech odsouzen k smrti. Poslední zprávou o jeho životě byl dopis ženě z dubna 1945. V roce 1947 byl prohlášen za mrtvého.
I přes smrtelné nebezpečí se pracovníkům stavby podařilo během války schovat ve skruži nevybetonovaného oblouku obrovské množství materiálu. Zhruba tři vagóny armovací oceli tak byly ukryty přímo před očima okupantů. Hmotnost schovaného materiálu dokonce časem poškodila samotnou výztuž oblouku.

#### Poválečné období
Na podzim 1945 byl vydán dekret o dostavbě dálnice. Na jaře 1946 byla opravena skruž poškozená tíhou uschovaného materiálu a v létě začalo ukládání betonu do druhého oblouku. Koncem roku 1948 byly dokončeny hlavní stavební práce. Poslední pracovní činnosti a likvidace staveniště připadly na rok 1949. V roce 1950 se však s dostavbou dálnice již nepočítalo. Panovaly představy, že rozvoj silniční dopravy, zaznamenaný ve třicátých letech, již nebude pokračovat. V krajině mezi Prahou a Humpolcem začalo staveniště v délce přes 70 kilometrů zarůstat vegetací. Na trase zůstalo přes 60 mostů v různém stadiu rozestavěnosti.

Především vlivem nárůstu individuálního motorismu došlo opět k přehodnocení významu dálnice. V roce 1963 byl stanoven tvar dálniční sítě a v roce 1967 byla zahájena výstavba dálnice D1. První 21 km dlouhý úsek z Prahy do Mirošovic byl uveden do provozu 12. července 1971 a zastavil se kilometr před údolím Šmejkalky. Navazující úsek dálnice Mirošovice–Šternov byl slavnostně otevřen 8. července 1977 a most přes Šmejkalku se stal součástí dálnice.

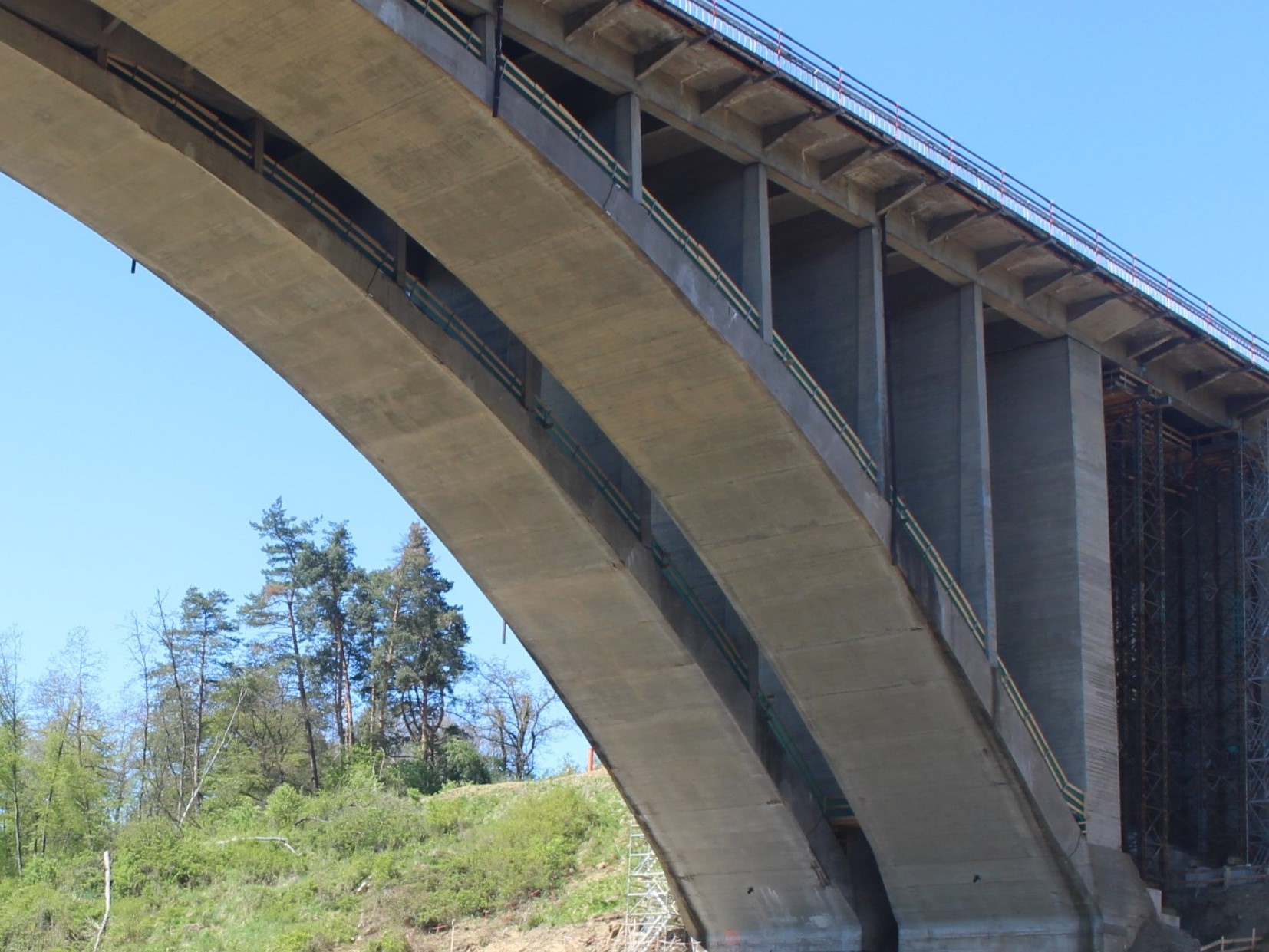
S pilířem PIŽMO v roce 2024
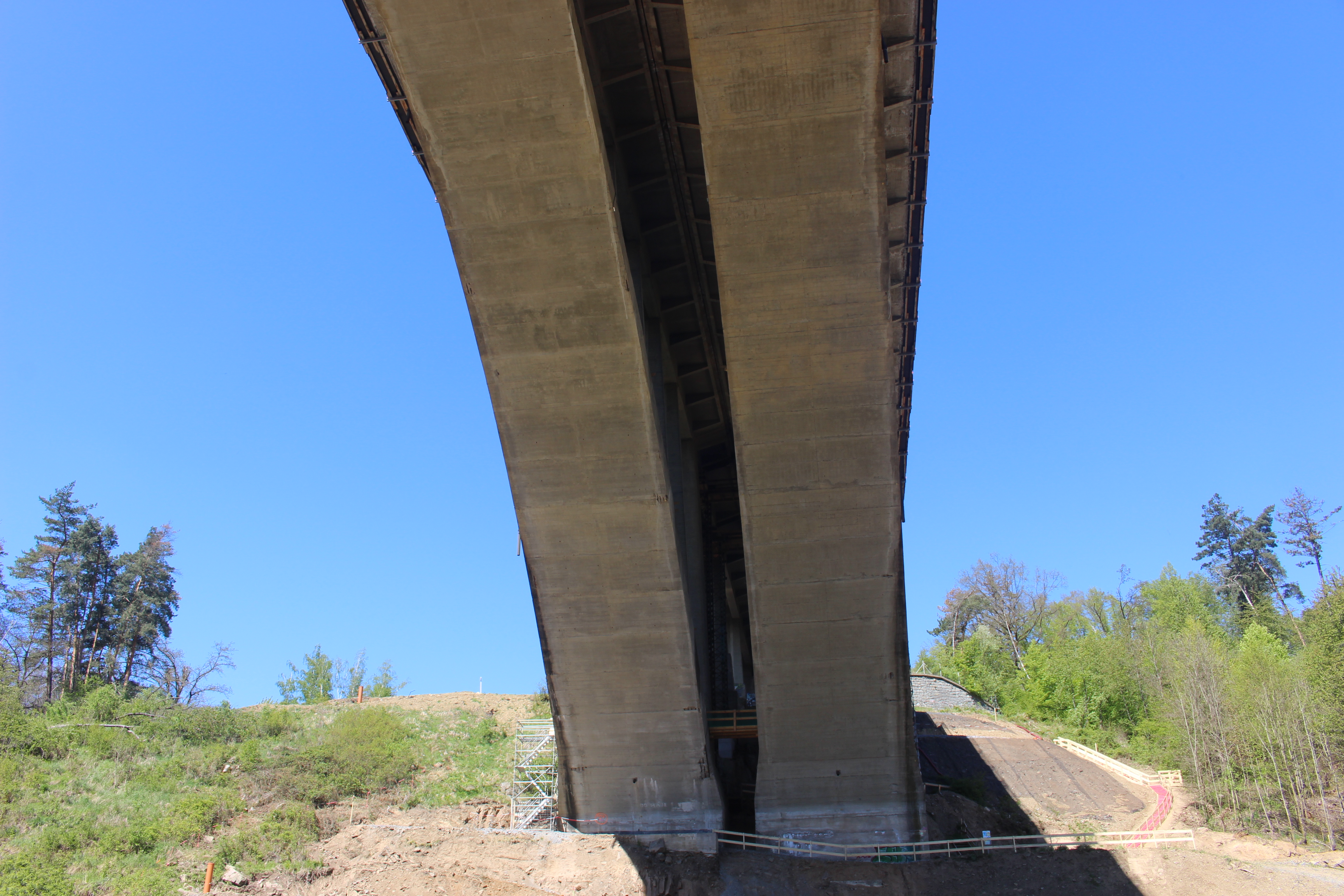
Úpatí na pravém břehu údolí
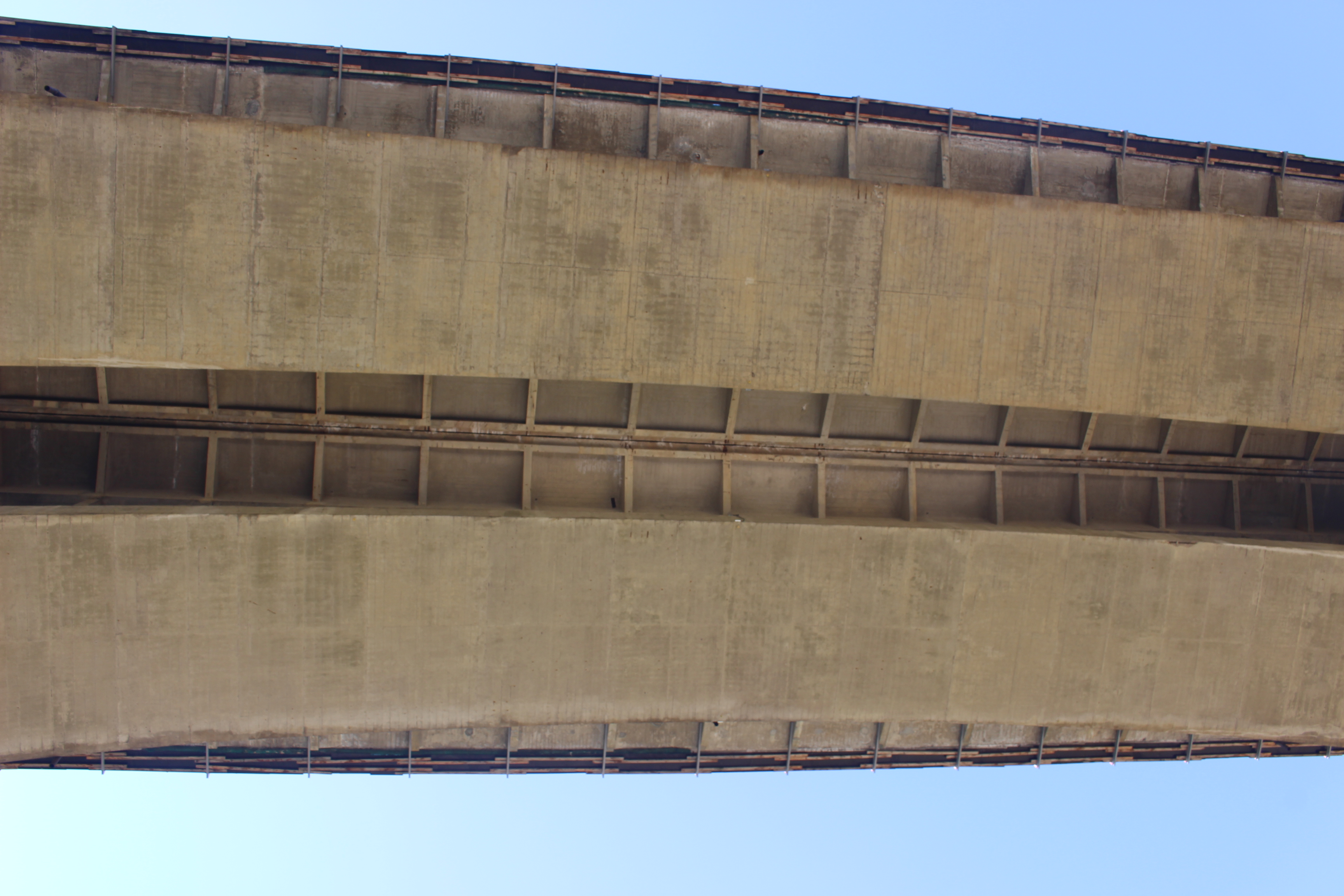
Vrchol oblouku
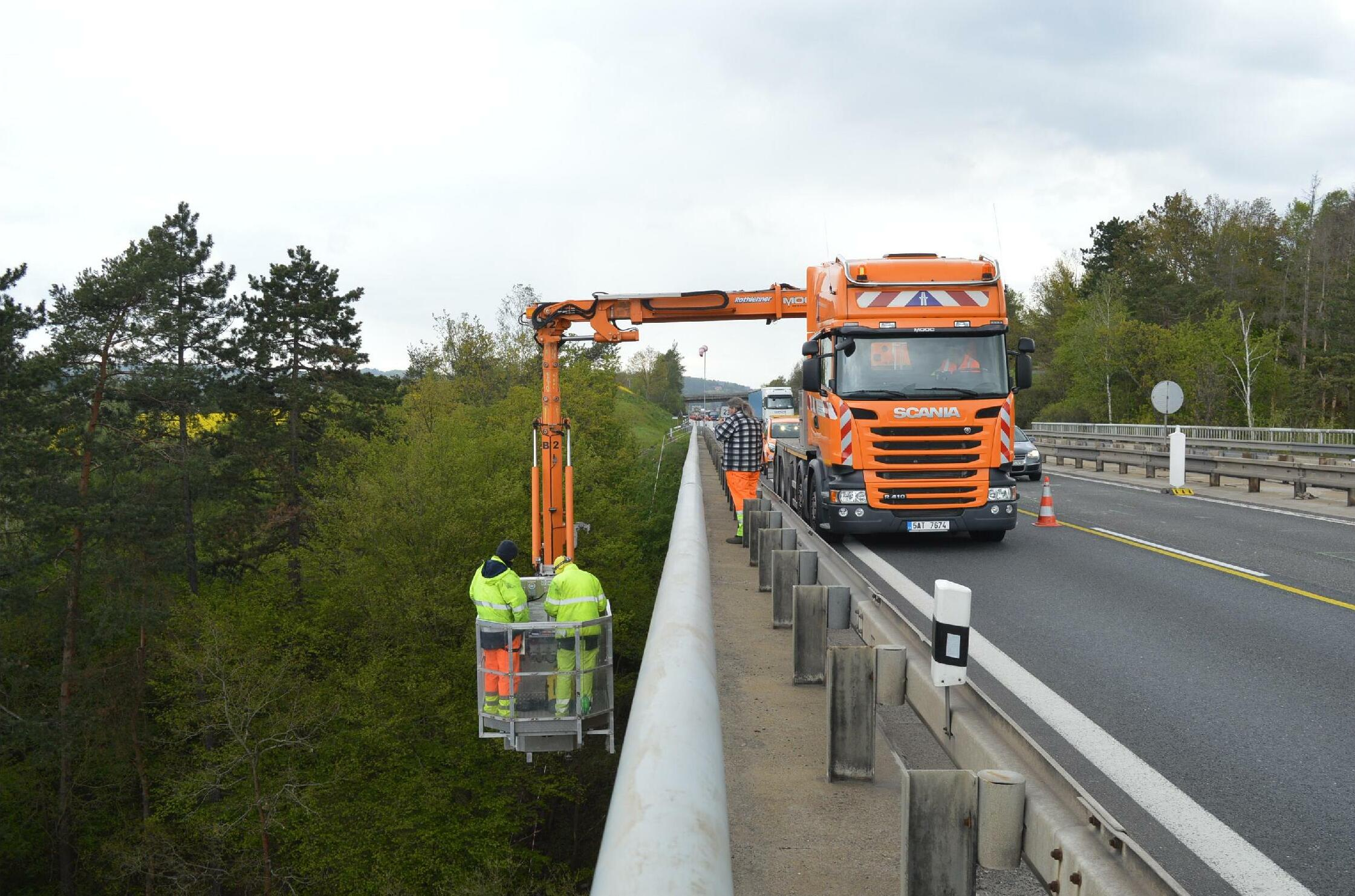
Prohlídka mostu 2021

## Opravy a rekonstrukce
Koncem osmdesátých let bylo po zhruba desetiletém provozu objeveno poškození mostovky a následně došlo k první rekonstrukci mostu. Bylo odstraněno a nahrazeno betonové zábradlí, které nevyhovovalo současným předpisům a zároveň byly odstraněny balkónky pro údržbu, které mostu dodávaly charakteristický vzhled. Jeden z balkónků je spolu s dřevěným a celuloidovým modelem mostu vystaven v muzeu silnic ve Vikýřovicích.
Most byl vyjmut z širší modernizace dálnice a jako samostatný objekt se stal součástí samostatného projektu modernizace. Odběrem jádrových vrtů byla zjištěna dostatečná pevnost betonu z válečného i poválečného oblouku. Oba oblouky tak budou zachovány v historické podobě, stejně jako původní rozpětí polí. Zcela nově se kromě mostovky postaví opěry, pilíře i stojky na oblouku. Nejprve budou symetricky od středu spolu s mostovkou odstraňovány stojky, později pilíře a opačným postupem naroste na historických obloucích nová nástavba. Zdvojení mostu umožňuje pracovat se stavbou jako se dvěma mosty a doprava na dálnici umožňuje režim 2+2 zúžených jízdních pruhů na jednom z nich. Hlavní práce proběhnou mezi lety 2024–2027. Rekonstrukci provede sdružení firem Pragoprojekt (projekt) a Strabag (stavební práce).